# 四谷銀行
株式会社四谷銀行（-よつやぎんこう、1897年10月28日 設立 - 1927年 消滅）は、かつて存在した日本の銀行である。「大正バブル」崩壊を前後として消滅した銀行である。

## 略歴・概要
1897年（明治30年）10月28日、東京市四谷区伝馬町（現在の東京都新宿区四谷）に設立された。相談役に四谷区議会議員の伊庭想太郎、専務取締役に今津源右衛門がいた。今津は、1919年（大正8年）12月20日、「大正バブル」企業とのちに呼ばれる北辰炭砿の設立に参加した人物である。
1922年（大正11年）11月、高倉為三が実権を握っていた京都市の日本積善銀行の取り付け騒ぎと休業に始まる、銀行の連鎖的な休業の流れの中で、京和銀行、京和貯蓄銀行、報徳銀行、報徳貯蓄銀行、下谷銀行、高平銀行、四谷銀行、国民銀行、大分銀行が順次休業に追い込まれた。四谷銀行は、同年12月15日に突如支払いを停止し、翌16日に休業となった。翌1923年（大正12年）1月19日、臨時株主総会が開かれ、休業の顛末と資産の状況を説明し、取締役一同の引責辞任を申し出たが、重任になった。同年9月1日の関東大震災で、本店ビルは崩壊したが、依然として休業、整理中であった。
同銀行は、大蔵省（現在の財務省）銀行局の『銀行総覧』には1926年（昭和元年）末まで掲載されていたが、翌年には消滅していた。後継銀行はない。
同銀行には、劇作家としてデビューする前の10代の鈴木泉三郎が1914年（大正3年）ごろまで勤務していた。

## 註
1. 1 2 3  「銀行図書館」サイト内の「銀行変遷史データベース」の記事「四谷銀行」の記述を参照。
2. ↑  小川功の論文『老舗庶民金融機関のビジネス・モデル変容と頭取の「虚業家」的性格 - 破綻行・共栄貯金銀行頭取小出熊吉を中心として』の記述を参照。
3. ↑  『中外商業新報』掲載の 1922年12月17日付記事「銀行の破綻と根本対策 政府当局に望む」（神戸大学附属図書館新聞記事文庫）の記述を参照。
4. ↑  『中外商業新報』掲載の1923年1月23日付記事「四谷銀行の整理如何 預金者の態度は頗る強硬」（註3と同サイト別ページ）の記述を参照。